# Kōdō
Kōdō (香道, calea aromei?) este ceremonia japoneză de apreciere a fumului de lemn parfumat. 

Schema combinaţiilor kōdō pentru genjikō (源氏香)

Ca și ceremonia ceaiului, kōdō are coduri stricte de desfășurare, iar unele instrumente folosite (香道具 kōdōgu) pot fi obiecte artistice de mare valoare. Cu toate că este una dintre cele trei arte tradiționale estetice japoneze (împreună cu cea a ceaiului și cu ikebana), este relativ necunoscută în afara Japoniei. 
Ceremonia kōdō a fost adusă în Japonia în secolul al VI-lea, odată cu introducerea budismului. Culmea popularității a atins-o în secolul al XVII-lea, când era considerată un foarte rafinat mod de petrecere a timpului liber.
La început arderea lemnului parfumat era folosită ca ofrandă pentru statuile budiste în temple, dar mai târziu nobilii o foloseau pentru parfumarea odăilor și a hainelor. Competiții de apreciere a fumului de lemne parfumate au fost populare mai întâi în rândul lor, iar mai apoi și în rândul oamenilor de rând.
La început regulile erau diferite din loc în loc, dar înțelegând că este nevoie de reguli unitare, unii literați ai timpului, precum Sanetaka Sanjōnishi, Munenobu Shino, Sōgi și Shōhaku, au contribuit la stabilirea unui format pentru desfășurarea ceremoniei. Stilurile Sanjōnishi și Sōgi au supraviețuit până în zilele noastre.

### Tipuri de lemn parfumat
| Nume                 | Kanji    | Originar din   | Aromă  |
| -------------------- | -------- | -------------- | ------ |
| Kyara                | 伽羅     | Vietnam        | Amară  |
| Rakoku               | 羅国     | Tailanda       | Dulce  |
| Manaka               | 真那伽   | Malacca        | Fără   |
| Manaban              | 真南蛮   | Malabar, India | Sărată |
| Sasora               | 佐曾羅   | India          | Iute   |
| Sumotara / Sumontara | 寸聞多羅 | Indonezia      | Acră   |

Lemnul aromat este uneori foarte scump: un gram de kyara (o specie de calembac) de calitate superioară, de exemplu, fiind uneori chiar și de 3 ori mai scump decât aceeași greutate în aur.

## Ceremonii

### Miros individual
Savurarea mirosului produs prin arderea unui singur fel de lemn aromat are loc individual sau în grup.

### Competiții de miroskumikō(組香)
Participanții încearcă să ghicească mirosul, ceea ce este destul de greu, deoarece există peste 2.500 de combinații posibile. Un joc des jucat este genjikō (源氏香), ghicitul mirosului bazat pe povestea Genji monogatari. 

### Completări de miros
Un participant arde un fel de lemn, iar alt participant arde alt fel de lemn care să completeze mirosul.

### Arome combinate
Arzând două sau mai multe lemne aromate, participanții încearcă să recreeze o atmosferă care să le amintească de o anumită operă literară, de exemplu de un poem din colecția clasică Kokinshū. Există în jur de 700 de astfel de combinații, fiecare având o asociere literară anume.